# Bertolottis syndrom
Bertolottis syndrom är en ofta förbisedd orsak till ryggsmärta som uppstår på grund av en lumbosakral övergångskota (LSTV), det vill säga en partiell eller komplett extra led, oftast mellan nedersta ländkotan och korsbenet. Tillståndet är medfött men vanligtvis inte symtomatiskt förrän i senare delen av tjugoårsåldern eller tidiga trettioårsåldern. Det finns dock några fall som blir symtomatiska vid en mycket tidigare ålder.
Syndromet är uppkallat efter Mario Bertolotti, en italiensk läkare som var den förste att beskriva det 1917.

## Symptom
Det vanligaste symptomet är kronisk, ihållande ryggsmärta lokaliserad till ländrygg och skinka. Radikulär smärta förekommer. 

## Patofysiologi
Bertolottis syndrom kännetecknas av sakralisation av den nedersta ländkotan och lumbarisation av det översta segmentet i korsbenet. Det involverar en ensidig eller dubbelsidig, total eller partiell fusion av transversalutskotten hos den nedersta ländkotan och korsbenet och/eller tarmbenet, vilket leder till bildandet av en så kallad övergångskota. Detta resulterar i begränsad/förändrad rörelse mellan ländrygg och korsben. Rörelseförlusten kompenseras i ovanliggande segment, vilket kan resultera i ökad påfrestning och degenerering av L4-disken. Detta kan bli symtomatiskt genom att den intilliggande L5-nervroten blir inflammerad och orsakar ischias eller radikulär smärta. Skolios är ofta associerat med detta tillstånd.

## Diagnos
Diagnosen ställs med utgångspunkt i adekvat patienthistoria med stöd av bilder ifrån röntgen och MR. Röntgenbilder av lumbosakrala regionen hjälper till att identifiera skelettavvikelsen. MR utgör ett stöd då det gäller att verifiera tillståndet. 

## Behandling
Icke-kirurgiska behandlingar inkluderar steroidinjektioner i nedre delen av ryggen eller radiofrekvensablation (RFA). Sjukgymnastik inriktad på mobilisering av leder och nerver samt stärkandet av bålen är även till hjälp i tidiga fall. Kirurgiska ingrepp utgör vanligtvis en sista utväg om alla konservativa metoder misslyckas.  De kirurgiska metoderna omfattar posterolateral fusion (steloperation) eller resektion (borttagande) av övergångskotan. 